# 삼짇날
삼짇날 또는 삼월 삼짇날, 상사(上巳), 중삼(重三)은 음력 삼월 초사흗날이다. 한국을 비롯한 동아시아의 명절이다. 이 날이 되면 강남 갔던 제비가 다시 돌아온다고 한다. 삼짇날에는 주로 화전(花煎)을 먹는 풍습이 있다.

## 삼월 삼짇날의 어원
음력 3월 3일을 삼월 삼짇날이라고 한다. 옛말에 '삼질'이라고도 하며, 한자로는 상사(上巳)·원 사(元巳)·중삼(重三)·상제(上除)·답청절(踏靑節)이라고도 쓴다. 삼짇날은 삼(三)의 양(陽)이 겹친다는 의미이다. 최남선에 의하면 삼질은 삼일의 자음(字音)에서 변질되어 파생된 것이며, 상사는 삼월의 첫 뱀날이라는 의미를 담고 있다고 한다.

## 삼월 삼짇날의 유래
삼짇날이 언제부터 유래하였는지 자세히 전하는 바는 없다. 최남선에 의하면 신라 이래로 이날 여러 가지 행사가 있었으며, 이 풍속은 조선으로 이어져 오고 있다고 한다. 또 옛사람들은 3월의 첫 뱀날[巳日]을 상사(上巳)라 하여 명일(名日)로 여겼으나, 그후 상사일이 들쭉날쭉함을 불편히 여겨 마침내 3월 3일로 정착되었다고 한다.

## 삼월 삼짇날의 풍속
삼짇날은 봄을 알리는 명절이다. 이날은 강남 갔던 제비가 돌아온다고 하며, 뱀이 동면에서 깨어나 나오기 시작하는 날이라고도 한다. 또한 나비나 새도 나타나기 시작하는데, 경북 지방에서는 이날 뱀을 보면 운수가 좋다고 하고, 또 흰나비를 보면 그해 상을 당하고 노랑나비를 보면 길하다고 한다. 이날 장을 담그면 맛이 좋다고 하며, 집안 수리를 한다. 아울러 농경제(農耕祭)를 행함으로써 풍년을 기원하기도 한다. 대표적인 풍속은 화전놀이이며, 사내 아이들은 물이 오른 버드나무 가지를 꺽어 피리를 만들어 불거나 풀을 뜯어 각시인형을 만들어 각시놀음을 즐기기도 했다.

## 삼월 삼짇날의 음식
이날 각 가정에서는 여러 가지 음식을 장만하여 시절음식을 즐긴다. 조선 후기에 간행된《동국세시기》에 의하면 이날 "진달래꽃을 따다가 찹쌀가루에 반죽, 둥근 떡을 만들고, 또 그것을 화전(花煎)이라 한다. 또 진달래 꽃을 녹두 가루에 반죽하여 만들기도 한다. 혹은 녹두로 국수를 만들기도 한다. 혹은 녹두가루에 붉은색 물을 들여 그것을 꿀물에 띄운 것을 수면(水麵)이라고 하며 이것들은 시절음식으로 젯상에도 오른다."라고 하여 화전과 국수를 시절음식으로 즐겼음을 알 수 있다. 이외에도 시절음식으로 흰떡을 하여 방울모양으로 만들어 속에 팥을 넣고, 떡에다 다섯가지 색깔을 들여, 다섯개를 이어서 구슬을 꿴 것같이 하는데, 작은 것은 다섯개씩이고, 큰 것은 세개씩으로 하는데, 이것을 산떡이라고 한다. 또 찹쌀과 송기와 쑥을 넣은 고리떡이 있다. 또한 이날에는 부드러운 쑥잎을 따서 찹쌀가루에 섞어 쪄서 떡을 만드는데, 이것을 쑥떡이라 한다. 보관됨 2018-03-04 - 웨이백 머신

## 같이 보기
- 히나마쓰리